# نیکلاس برنارد لپیسیه
نیکلاس برنارد لپیسیه (انگلیسی: Nicolas Bernard Lépicié؛ ۱۶ ژوئن ۱۷۳۵ – ۱۵ سپتامبر ۱۷۸۴) نقاش اهل فرانسه بود.
وی همچنین برندهٔ جوایزی همچون جایزه بزرگ رم شده‌است.